# Pakoros I.
Pakoros I. (* um 63 v. Chr.; † 38 v. Chr. bei Dschindires in Syrien) war ein Sohn des parthischen Königs Orodes II. (auch Orod oder Arad) und Kronprinz des parthischen Königreichs. Er starb in der Schlacht von Gindaros gegen die Römer.

## Der erste Angriff auf Syrien
Die Niederlage des römischen Feldherrn und Mitglied des Ersten Triumvirats Marcus Licinius Crassus bei Karrhai 53 v. Chr. hatte den Parthern gezeigt, dass die Römer nicht unbesiegbar waren. Bereits im Jahr 51 v. Chr. unternahmen sie unter dem Oberbefehl des Kronprinzen Pakoros, der damals allerdings noch ein Kind war, wahrscheinlich etwa zwölf Jahre alt, einen Angriff auf Syrien. Faktisch wurden die parthischen Operationen von dem Feldherrn Osakes geleitet. Wie der römische Geschichtsschreiber Cassius Dio berichtet, zeigte sich jedoch, dass die Parther zu der Belagerung einer größeren befestigten Stadt wie Antiochia nicht in der Lage waren. Ihr Feldherr Osakes wurde bei einem Gegenangriff des römischen Feldherrn Gaius Cassius Longinus getötet und die parthischen Truppen mussten sich mit Pakoros wieder zurückziehen.

## Pakoros zum König ausgerufen
Dem römischen Konsular Marcus Calpurnius Bibulus, der nun die Verwaltung Syriens übernahm, gelang es, die Parther gegeneinander aufzuhetzen. Er konnte mit dem parthischen Satrapen Ornodapates, der einen Groll gegen König Orodes hegte, Freundschaft schließen und ihn dazu bringen, den jungen Pakoros zum König auszurufen und mit diesem einen Feldzug gegen Orodes zu unternehmen. Kurzzeitig wurden sogar Münzen mit dem Bildnis Pakoros’ I. geschlagen. Vater und Sohn versöhnten sich jedoch bald danach wieder und die Münzprägungen hörten auf, ohne dass Pakoros I. jemals wirklich König über das Partherreich gewesen wäre.

## Der Parthervorstoß nach Judäa
Der Konflikt mit Parthien beschäftigte auch die römische Politik unentwegt. Gaius Iulius Caesar plante einen Rachefeldzug gegen die Parther, wurde jedoch kurz vor dem Aufbruch in den Orient ermordet (44 v. Chr.). Nach Bildung des Zweiten Triumvirats wurde Marcus Antonius mit Durchführung des Partherfeldzugs beauftragt.

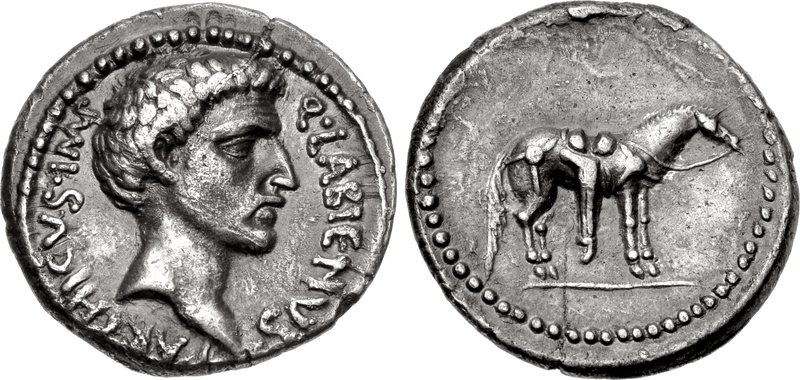
Münze von Quintus Labienus: Q LABIENVS PARTHICVS IMP

Die Parther ihrerseits profitierten von der Beratung und Unterstützung des römischen Republikaners und Überläufers Quintus Labienus, dem Sohn von Caesars früherem Vertrauten und später von ihm abgefallenen Titus Labienus, der schon 43 v. Chr. von Marcus Iunius Brutus und Gaius Cassius Longinus zu dem Partherkönig Orodes geschickt worden war, um von Orodes ein Bündnis gegen Caesars Erben im Westen zu erbitten. Nach der Schlacht bei Philippi blieb Quintus Labienus bei den Parthern und stachelte König Orodes weiterhin zum Krieg gegen die gemeinsamen Feinde im Westen auf.
Angesichts der Bürgerkriegszustände in Rom hielten die Parther den Augenblick für günstig. Im Winter 41/40 fielen unter Führung des Satrapen Barzaphanes, der von dem jungen Kronprinzen Pakoros begleitet wurde, parthische Truppen erneut in die römische Provinz Syrien ein. Dabei wurde Lucius Decidius Saxa, der im Jahre 41 v. Chr. von Marcus Antonius zum Statthalter der Provinz Syrien ernannt worden war, zwischen Apamea und Antiochia von den Parthern geschlagen. Für die weitere Operationen teilte sich das parthische Heer: Quintus Labienus wandte sich an der Spitze der Hälfte des Partherheeres nach Kleinasien, um es Antonius zu entreißen. Pakoros und Barzapharnes drangen weiter nach Süden vor.

## Eroberung von Jerusalem
Die Parther wurden bei ihrem Vormarsch von den einheimischen Kleinfürsten oft unterstützt. Diese schätzten Pakoros wegen seiner Gerechtigkeit und Milde, wie Cassius Dio, berichtet „über die Maßen, gleich den besten ihrer früheren Könige“. Sie hofften insbesondere darauf, sich mit parthischer Hilfe von der Römerherrschaft befreien zu können, so z. B. Lysanias, der Sohn des Ptolemaeus Mennaei, Fürst von Chalkis im Libanon, der Nabatäerkönig Malichus und Antigonos, der Sohn des jüdischen Königs Aristobulos II., der 49 v. Chr. in Rom von Parteigängern des Gnaeus Pompeius Magnus ermordet worden war. Antigonos versprach Pakoros tausend Talente und fünfhundert Frauen aus noblen Familien, wenn er ihn anstelle von Johannes Hyrkanos II. auf den jüdischen Thron setzen und dessen römerfreundlichen Gouverneur Herodes samt seinen Angehörigen umbringen würden.
Wie der jüdische Geschichtsschreiber Flavius Josephus berichtet, drangen die Parther auf diese Veranlassung hin in Judäa ein, um Antigonos die Herrschaft zu erobern, und zwar Pakoros von der Küste, der Satrap Barzapharnes vom Binnenland her. Pakoros wurde von der Stadt Tyrus abgewiesen, von Sidon und Ptolemais aber aufgenommen. Er entsandte daraufhin eine Reiterschar nach Judäa, um das Land auszukundschaften. Die Reiter drangen bis Jerusalem vor, das sie im Handstreich eroberten. Dem Gouverneur Herodes (später bekannt als König Herodes der Große) und seinem Bruder Phasael gelang es jedoch, die Angreifer aufzuhalten und als letzte Rettung die Königsburg, in der sich der von den Römern unterstützte Johannes Hyrkanos II. aufhielt, zu verteidigen.
Nun boten die Parther Verhandlungen an. Hyrkanos und Phasael, geleitet von Pakoros, zogen als Gesandtschaft in das parthische Hauptquartier in der Nähe der Küste zu Barzapharnes. Herodes, der den Parthern misstraute, zog es vor, in Jerusalem zu bleiben. Sein Verdacht wurde bestätigt: Anstatt zu verhandeln, setzten die Parther Hyrkanos und Phasael gefangen. Antigonos II., nun mit parthischer Unterstützung zum König Judäas geworden, ließ seinem Onkel Hyrkanos die Ohren abschneiden, um ihm die Ausübung des Amtes des Hohenpriesters unmöglich zu machen. Die Parther deportierten Hyrkanos nach Mesopotamien. Phasael, der Bruder des Herodes, sollte hingerichtet werden, entging dem Henker aber durch Selbstmord.
Herodes konnte sich mit seiner Familie dem Zugriff der Parther und der jüdischen Truppen des Antigonos durch Flucht entziehen und in die sichere Festung Masada gelangen. Von dort reiste er eilends über Ägypten nach Italien. In Rom ernannte ihn der Senat zum König von Judäa. Er kehrte sofort dorthin zurück und nahm den Kampf gegen Antigonos und die Parther unter Pakoros erneut auf.

## Niederlage und Tod
Dem römischen Feldherrn Publius Ventidius Bassus, der im Auftrag des Marcus Antonius handelte, gelang es, die Parther im Herbst 39 v. Chr. über den Euphrat zurückzudrängen.
Anfang 38 v. Chr. wollte Pakoros nach neuen Truppenaushebungen wieder in Syrien einfallen. Es gelang Ventidius Bassus, der seine Truppen aus einem weiten Gebiet zusammenziehen musste, Pakoros durch geschickt gestreute Fehlinformationen über die römischen Absichten auf langwierige Umwege zu leiten, wodurch er selbst die notwendige Zeit erhielt, die römischen Truppen optimal aufzustellen und auf den parthischen Angriff vorzubereiten.
Beim nordöstlich von Antiochia gelegenen Gindaros kam es 38 v. Chr. zur Entscheidungsschlacht. Ventidius Bassus ließ die parthischen Krieger nahe an die römischen Verschanzungen heranrücken und eröffnete erst dann den wuchtig und konzentriert geführten Gegenschlag. Er siegte auf ganzer Länge und auch Pakoros musste auf der Gegenseite sein Leben lassen. Mit dem Tod des Pakoros war der Kampfesmut der Parther gebrochen. Ventidius Bassus ließ Pakoros' Leiche enthaupten und sandte sein Haupt als Trophäe ringsum in die syrischen Städte, um allen Wankelmütigen die Stärke Roms zu verdeutlichen.
Die für die Parther so vernichtende Niederlage bei Gindaros schreckte sie die nächsten Jahrzehnte vor weiteren Einfällen in das römische Reich ab.
Pakoros’ Vater Orodes II., von der Trauer um Pakoros überwältigt, wie Cassius Dio berichtet, wählte nun seinen ältesten, ihm noch verbliebenen Sohn Phraates IV. zu seinem Nachfolger.